# لوتی‌های ریشدار
لوتی‌های ریشدار (نام علمی: Pogonoperca) نام یک سرده از زیرخانواده هامور است.